# Dumitru Cristian
Dumitru I. Cristian  (n. 28 octombrie 1931, Constanța – d. 17 septembrie 2021, Constanța) a fost un colonel aviator al Forțelor Aeriene române, comandant al Regimentului 59 Elicoptere Tuzla.

## Cariera militară[1]
A absolvit la 23 august 1952 Școala Militară de Ofițeri Naviganți nr. 1 „Aurel Vlaicu”, Tecuci, specialitatea comandă, fiindu-i acordat gradul de locotenent de aviație prin ordinul  M.C. nr. 02148 din 20 august 1952, brevetat pilot militar de vânătoare la 05 august 1952,  primind Brevetul nr. 610, eliberat  în baza ordinului nr. 31 din 21 august 1952 al Comandantului Aviației Militare.
A absolvit Academia de Înalte Studii Militare, Facultatea de Apărare Antiaeriană, specialitatea Aviație cu Diploma nr. 294 din 19 august 1972. 
Pe 1 noiembrie 1959 a obținut titlul de pilot militar clasa întâi, pe avioanele și elicopterele pe care le-a zburat, menținut 22 de ani până la pensionare în 07 decembrie 1981. 
A fost înaintat în grad succesiv până la gradul de colonel în august 1972, grad pe care l-a avut în decembrie 1981 când a fost pensionat.
A îndeplinit succesiv fără întrerupere, de la funcția de pilot șef toate funcțiile ierarhice până la cea de comandant de regiment de aviație, a Regimentului 59 Elicoptere Tuzla, pe care l-a înființat în martie 1977 și pe care l-a comandat până la pensionare la 7 decembrie 1981. 
Această succesiune în funcții, a determinat acumulurarea unei experiențe deosebite în exercitarea atribuțiunilor de comandă și pregătirea de specialitate și de luptă a subordonaților, pe toată durata serviciuli militar. În cinci ani după absolvirea școlii miltare, a instruit în zbor 42 de elevi piloți în succesiune de șase grupe pe avioane clasice și reactive subsonice.
Din toamna anului 1959 și până la 07 decembrie 1981 când a fost pensionat, timp de 22 de ani a îndeplinit funcții de colonel: comandant de escadrilă, ofițer cu tragerile și lupta aeriană, navigator șef de regiment, locțiitor pentru zbor al comandantului de regiment și comandant de regiment.
A fost instructor de zbor pe avioanele și elicopterele pe care le-a zburat, ziua și noaptea în orice condiții meteorologice.
În ce 31 de ani ca militar a fost apreciat cu calificative foarte bune și a fost decorat cu 14 medalii și cinci ordine ale Republicii.
În timpul în care a fost ofițer a publicat diverse articole de specialitate la reviste și publicații militare. După pensionare, a devenit membru activ al Filialei ARPIA din Constanța, a publicat articole în revista AeroPontica și a editat multiple cărți, cea mai cunoscută fiind „Aviația Fascinație și Risc”.

### Comandant al Regimentului 59 elicoptere Tuzla
La 10 martie 1977 a înființat Regimentul 59 elicoptere Tuzla pe care l-a comandat până la pensionare la 7 decembrie 1981. Drapelul de luptă a regimentului a fost primit în data de 20 martie 1977 în prezența comandatului general al Aviației Militare, general Zărnescu Gheorghe. 
Pe perioada deținerii funcției de comandant al acestui regiment, Dumitru Cristian a executat numeroase misiuni în Dobrogea pentru salvarea de vieți omenești. 

### Pilot clasa întâi
În 1959 a obținut titlul de pilot militar clasa întâi, pe avioanele și elicopterele pe care le-a zburat, menținut 22 de ani până la pensionare în 07 decembrie 1981. 

A zburat 18 tipuri de avioane clasice, subsonice, supersonice și două tipuri de elicoptere, totalizând peste 6400 de ore de zbor, după cum urmează:
- 10 avioane clasice (Zlin-22 si Zlin-381, Fleet F-10, Nardi, IAR-813, Fisler-Stork, PO-2, Iak-11, Iak-18, IAR-80): 963 ore cu 3.785 aterizări
- 5 avioane cu reacție subsonice (UTI Iak-17, Iak-23, UTI Mig-15, Mig-15, Mig-17 PM): 2.594 ore cu 4.531 aterizări
- 3 avioane cu reacție supersonice (Mig-21 F-13, Mig-21 SPS, Mig-21PM): 508 ore cu 980 aterizări
- 2 tipuri de elicoptere (IAR-316 B, IAR-330 H): 2.392 ore cu 7.644 aterizări

## Operațiuni de salvare
În noaptea de 18 spre 19 octombrie 1976, nava comercială albaneză «Matty» s-a lovit de stânci la intrarea în Portul Constanța și s-a rupt în două. Cei 22 de marinari aflați la bord au fost salvați de elicopterul Puma comandat de colonelul Dumitru Cristian, în condiții extreme, cu o intensitate a vântului la limita maximă admisă. 
În aprilie 1977, echipajul aceluiași elicopter comandat de colonelul Dumitru Cristian execută o misiune de salvare a doi pescari surprinși de furtună pe mare și duși în derivă către est, la aproximativ 60 km de țărm. Căutarea s-a executat la 200 – 300 metri înălțime până la Insula Șerpilor și înapoi către sud, unde au fost găsiți. Au fost ridicați cu troliul la bord și aduși la țărm. 
În ziua de 1 ianuarie 1980, în conditii meteorologice grele sub barem, a preluat cu elicopterul de la Sfantu Gheorghe deltă o femeie cu sarcină gemelară, care nu dispunea în acel moment de un mijloc de transport pentru a ajunge la spital având în vedere condițiile meteo nefavorabile. Aceasta a fost transportată cu elicopterul la spitalul din Tulcea unde a născut în siguranță. 
În iunie 1980 a transportat la aeroportul Otopeni 12 oameni arși în incendiul care a mistuit fabrica de furaje și nutrețuri concentrate de la Nazarcea, județul Constanța.
Pe 19 februarie 1981, cargoul «Akra Aktion», sub pavilion Grecia și încărcat cu peste 3.500 tone de laminate, a fost surprins de o furtună puternică și a eșuat pe un banc de nisip, la câteva sute de metri de plaja de la Vama Veche. Cei 21 de membri ai echipajului au fost salvați de elicopterul Puma pilotat de comandantul de regiment colonel Dumitru Cristian.